# Dipartimento di Sangha
Il dipartimento di Sangha (in francese: département de la Sangha) è uno dei 10 dipartimenti della Repubblica del Congo. Situato nella parte settentrionale del paese, ha per capoluogo Ouésso.
Confina a nord con la Repubblica Centrafricana, a est col dipartimento di Likouala, a sud con quello di Cuvette, a sud ovest con quello di Cuvette-Ovest e a nordest con il Camerun.

## Suddivisioni amministrative
Il dipartimento è suddiviso in 1 comune e 5 distretti:

### Comuni
- Ouésso

### Distretti
- Mokéko
- Sembé
- Souanké
- Pikounda
- N'gbala